# Nederlandse kampioenschappen schaatsen afstanden 2024 - 10.000 meter mannen
De 10.000 meter mannen op de Nederlandse kampioenschappen schaatsen afstanden 2024 werd gehouden op zaterdag 30 december 2023 in Thialf in Heerenveen. Er reden 10 deelnemers mee.
Titelverdediger Patrick Roest haalde zijn tweede titel binnen, voor zevenvoudig kampioen Jorrit Bergsma. Zo hebben ze nu beiden ook vier zilveren plakken. Marwin Talsma haalde zijn derde bronzen medaille. Roest en Bergsma plaatsten zich ook voor het WK.

## Uitslag
| #      | Schaatsster       | Tijd        | Verschil |
| ------ | ----------------- | ----------- | -------- |
| Goud   | Patrick Roest     | 12.47,21    |          |
| Zilver | Jorrit Bergsma    | 12.54,87    | +7,66    |
| Brons  | Marwin Talsma     | 12.55,34    | +8,13    |
| 4      | Sjoerd den Hertog | 12.57,62 PR | +10,41   |
| 5      | Chris Huizinga    | 13.06,20 PR | +18,99   |
| 6      | Kars Jansman      | 13.09,08    | +21,87   |
| 7      | Remco Stam        | 13.11,48    | +24,27   |
| 8      | Beau Snellink     | 13.12,46    | +25,25   |
| 9      | Marcel Bosker     | 13.13,95    | +26,74   |
| 10     | Remo Slotegraaf   | 13.19,39 PR | +32,18   |

1987 · 
1988 · 
1989 · 
1990 · 
1991 · 
1992 · 
1993 · 
1994 · 
1995 · 
1996 · 
1997 · 
1998 · 
1999 · 
2000 · 
2001 · 
2002 · 
2003 · 
2004 · 
2005 · 
2006 · 
2007 · 
2008 · 
2009 · 
2010 · 
2011 · 
2012 · 
2013 · 
2014 · 
2015 · 
2016 · 
2017 · 
2018 · 
2019 · 
2020 · 
2021 · 
2022 · 
2023 · 
2024 · 
2025